# U-563 (tàu ngầm Đức)
U-563 là một tàu ngầm tấn công  Lớp Type VII thuộc phân lớp Type VIIC được Hải quân Đức Quốc Xã chế tạo trong Chiến tranh Thế giới thứ hai. Nhập biên chế năm 1941, nó đã thực hiện được tám chuyến tuần tra, đánh chìm được ba tàu buôn với tổng tải trọng 14.689 GRT cùng một tàu chiến tải trọng 1.870 tấn, đồng thời gây hư hại cho hai tàu buôn với tổng tải trọng 16.266 GRT. Trong chuyến tuần tra cuối cùng, U-563 bị hai  máy bay ném bom Handley Page Halifax của Không quân Hoàng gia Anh cùng hai thủy phi cơ Short Sunderland của Anh và Australia đánh chìm trong vịnh Biscay vào ngày 31 tháng 5, 1943.

## Thiết kế và chế tạo

### Thiết kế

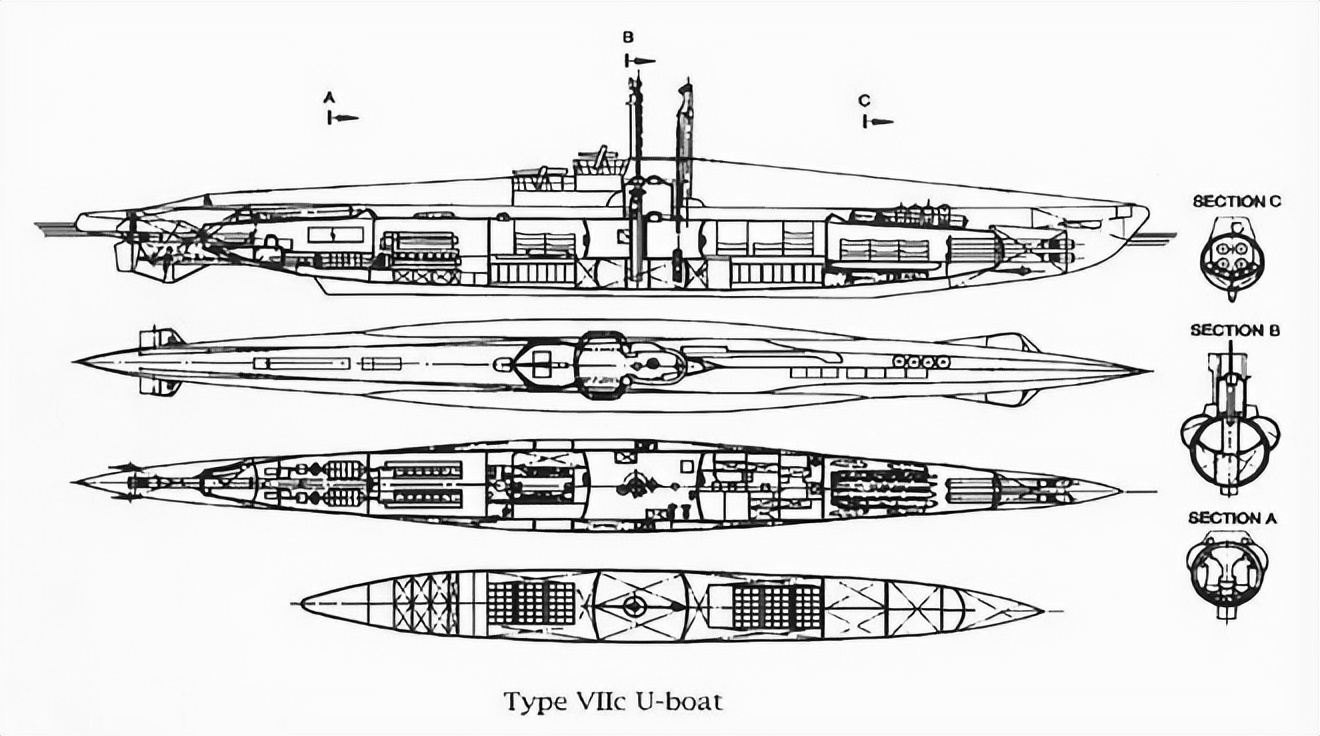
Sơ đồ các mặt cắt một tàu ngầm Type VIIC

Phân lớp VIIC của Tàu ngầm Type VII là một phiên bản VIIB được kéo dài thêm. Chúng có trọng lượng choán nước 769 t (757 tấn Anh) khi nổi và 871 t (857 tấn Anh) khi lặn). Con tàu có chiều dài chung 67,10 m (220 ft 2 in), lớp vỏ trong chịu áp lực dài 50,50 m (165 ft 8 in), mạn tàu rộng 6,20 m (20 ft 4 in), chiều cao 9,60 m (31 ft 6 in) và mớn nước 4,74 m (15 ft 7 in).
Chúng trang bị hai động cơ diesel Germaniawerft F46 siêu tăng áp 6-xy lanh 4 thì, tổng công suất 2.800–3.200 PS (2.100–2.400 kW; 2.800–3.200 bhp), dẫn động hai trục chân vịt đường kính 1,23 m (4,0 ft), cho phép đạt tốc độ tối đa 17,7 kn (32,8 km/h), và tầm hoạt động tối đa 8.500 nmi (15.700 km) khi đi tốc độ đường trường 10 kn (19 km/h). Khi đi ngầm dưới nước, chúng sử dụng hai động cơ/máy phát điện Garbe, Lahmeyer & Co. RP 137/c  tổng công suất 750 PS (550 kW; 740 shp). Tốc độ tối đa khi lặn là 7,6 kn (14,1 km/h), và tầm hoạt động 80 nmi (150 km) ở tốc độ 4 kn (7,4 km/h). Con tàu có khả năng lặn sâu đến 230 m (750 ft).
Vũ khí trang bị có năm ống phóng ngư lôi 53,3 cm (21 in), bao gồm bốn ống trước mũi và một ống phía đuôi, và mang theo tổng cộng 14 quả ngư lôi, hoặc tối đa 22 quả thủy lôi TMA, hoặc 33 quả TMB. Tàu ngầm Type VIIC bố trí một hải pháo 8,8 cm SK C/35 cùng một pháo phòng không 2 cm (0,79 in) trên boong tàu. Thủy thủ đoàn bao gồm 4 sĩ quan và 40-56 thủy thủ.

### Chế tạo
U-563 được đặt hàng vào ngày 24 tháng 10, 1939, và được đặt lườn tại xưởng tàu của hãng Blohm & Voss ở Hamburg vào ngày 30 tháng 3, 1940. Nó được hạ thủy vào ngày 5 tháng 2, 1941, và nhập biên chế cùng Hải quân Đức Quốc Xã vào ngày 27 tháng 3, 1941 dưới quyền chỉ huy của Hạm trưởng, Trung úy Hải quân Klaus Bargsten.

## Lịch sử hoạt động
Sau khi hoàn tất việc huấn luyện trong thành phần Chi hạm đội U-boat 1, U-563 tiếp tục nằm trong đội ngũ đơn vị này để hoạt động trên tuyến đầu cho đến khi bị mất.

### 1941

#### Chuyến tuần tra thứ nhất
Vào đầu tháng 7, 1941, U-563 đã di chuyển từ cảng Kiel, Đức đến Helsingør, Đan Mạch, và sau đó đến cảng Bergen, Na Uy. Nó khởi hành từ đây vào ngày 31 tháng 7 cho chuyến tuần tra đầu tiên trong chiến tranh. Nó tiến ra Bắc Hải, rồi băng qua khe GI-UK giữa Iceland và quần đảo Faroe để vòng qua quần đảo Anh và hoạt động tại khu vực Đại Tây Dương về phía Tây Ireland (Khu vực Tiếp cận phía Tây). Nó không đánh chìm được mục tiêu nào, nên kết thúc chuyến tuần tra và đi đến cảng Brest bên bờ Đại Tây Dương của Pháp đã bị Đức chiếm đóng, đến nơi vào ngày 10 tháng 9.

#### Chuyến tuần tra thứ hai
U-563 xuất phát từ Brest vào ngày 4 tháng 10 cho chuyến tuần tra thứ hai, và đã hướng xuống phía Nam để hoạt động trong vùng biển Đại Tây Dương ở lối ra vào phía Tây của eo biển Gibraltar. Chiếc tàu ngầm vẫn còn đang trên đường đi trong vịnh Biscay vào ngày 4 tháng 10, khi nó bị một máy bay ném bom Bristol Blenheim của Không quân Hoàng gia Anh (RAF) ném bom tấn công, nhưng nó thoát được mà không bị hư hại.
Đến ngày 24 tháng 10, ở lối ra vào eo biển Gibraltar, chiếc tàu ngầm phóng ngư lôi tấn công Đoàn tàu HG-75, đánh trúng tàu khu trục Anh HMS Cossack (1.870 tấn) ở vị trí về phía Tây Gibraltar; Cossack bị hư hại nặng và đắm ba ngày sau đó. Sang ngày 25 tháng 10, U-563 chuẩn bị tấn công Đoàn tàu HG-75 thì bị tàu corvette Anh HMS Heliotrope phát hiện và thả mìn sâu tấn công ở vị trí về phía Tây mũi St. Vincent (Bồ Đào Nha); chiếc U boat phải lặn khẩn cấp để né tránh, nhưng không bị hư hại. Nó kết thúc chuyến tuần tra và quay trở về căn cứ Brest vào ngày 1 tháng 11.

#### Chuyến tuần tra thứ ba
U-563 bắt đầu chuyến tuần tra thứ ba từ căn cứ Brest vào ngày 29 tháng 11, nhưng nó vẫn còn đang trong vịnh Biscay khi bị một máy bay ném bom Armstrong Whitworth Whitley thuộc Liên đội 502 RAF tấn công. Hạm trưởng bị thương và chiếc U-boat bị hư hại đến mức nó không thể lặn, nên phải kết thúc chuyến tuần tra và quay trở về cảng Lorient, cùng bên bờ Đại Tây Dương của Pháp, vào ngày 3 tháng 12.

### 1942

#### Chuyến tuần tra thứ tư
Chuyến tuần tra thứ tư của U-563 bắt đầu từ Lorient vào ngày 21 tháng 1, 1942, là hành trình quay trở về Đức . Nó vòng qua quần đảo Anh, rồi băng ngược khe GI-UK giữa các quần đảo Shetland và Faroe để đi đến cảng Bergen, Na Uy vào ngày 3 tháng 2, rồi sau đó đi đến cảng Hamburg ngày 11 tháng 2. Chiếc U-boat chuyển đến cảng Kiel, Đức vào giữa tháng 4.

#### Chuyến tuần tra thứ năm
Sau khi hoàn tất việc đại tu, sửa chữa và nâng cấp, U-563 khởi hành từ Kiel vào ngày 1 tháng 10 cho chuyến tuần tra thứ năm để quay trở lại căn cứ bên bờ Đại Tây Dương của Pháp. Nó đi đến Brest vào ngày 6 tháng 11.

#### Chuyến tuần tra thứ sáu
Chuyến tuần tra thứ sáu của U-563, cùng khởi đầu và kết thúc tại Brest, kéo dài từ ngày 9 tháng 12, 1942 đến ngày 14 tháng 1, 1943. Chiếc tàu ngầm đã hoạt động tại vùng biển Đại Tây Dương về phía Tây vịnh Biscay, nơi nó đã đánh chìm chiếc tàu buôn Anh Bretwalda 4.906 GRT ở vị trí khoảng 330 nmi (610 km) về phía Tây Bắc mũi Finisterre (Tây Ban Nha) vào ngày 18 tháng 12.

### 1943

#### Chuyến tuần tra thứ bảy
U-563 khởi hành từ Brest vào ngày 20 tháng 3 cho chuyến tuần tra thứ bảy để hoạt động tại khu vực Trung tâm Bắc Đại Tây Dương. Nó chỉ vừa rời cảng được hai ngày khi bị một máy bay tiêm kích hạng nặng Bristol Beaufighter tấn công, khiến con tàu bị hư hại nhẹ. Ở vị trí về phía Tây Nam Greenland, nó tấn công Đoàn tàu HX-231 và gây hư hại cho tàu chở dầu Hoa Kỳ Sunoil 9.005 GRT vào ngày 5 tháng 4; Sunoil sau đó bị tàu ngầm U-530 đánh chìm. Chiếc U-boat sau đó bị một máy bay ném bom B-24 Liberator thuộc Liên đội 58 Không quân Hoàng gia Anh (RAF) tấn công trong vịnh Biscay vào ngày 7 tháng 4. Con tàu chỉ bị hư hại nhẹ, nhưng hai thủy thủ đã thiệt mạng khi chiếc U-boat buộc phải lặn khẩn cấp.
Đến ngày 12 tháng 4, ở vị trí về phía Đông Nam mũi Farewell, Greenland, U-563 tấn công Đoàn tàu HX-232, đánh chìm được tàu buôn Anh Pacific Grove 7.117 GRT tại tọa độ 54°10′B 30°00′T / 54,167°B 30°T và tàu buôn Hà Lan Ulysses 2.666 GRT tại tọa độ 54°30′B 30°30′T / 54,5°B 30,5°T, đồng thời gây hư hại cho chiếc Fresno City 7.261 GRT; chiếc tàu buôn Anh sau đó bị tàu ngầm U-706 đánh chìm. U-563 kết thúc chuyến tuần tra tại Brest vào ngày 18 tháng 4.

#### Chuyến tuần tra thứ tám – Bị mất
U-563 xuất phát từ cảng Brest vào ngày 29 tháng 5 cho chuyến tuần tra thứ tám, cũng là chuyến cuối cùng, để tiếp tục hoạt động trong Đại Tây Dương. Chỉ hai ngày sau đó, trong vịnh Biscay, nó bị hai máy bay ném bom Handley Page Halifax thuộc Liên đội 58 RAF phối hợp cùng một thủy phi cơ Short Sunderland thuộc Liên đội 228 RAF và một chiếc Sunderland nữa thuộc Liên đội 10 Không quân Hoàng gia Australia thả mìn sâu đánh chìm tại tọa độ 46°35′B 10°40′T / 46,583°B 10,667°T. Toàn bộ 49 thành viên thủy thủ đoàn của U-563 đều đã tử trận.

### "Bầy sói" tham gia
U-563 từng tham gia chín bầy sói:
- Grönland (10 – 23 tháng 8, 1941)
- Kurfürst (23 tháng 8 – 2 tháng 9, 1941)
- Seewolf (2 – 7 tháng 9, 1941)
- Breslau (4 – 29 tháng 10, 1941)
- Panther (11 – 16 tháng 10, 1942)
- Puma (16 – 29 tháng 10, 1942)
- Falke (28 tháng 12, 1942 – 5 tháng 1, 1943)
- Löwenherz (1 – 10 tháng 4, 1943)
- Lerche (10 – 16 tháng 4, 1943)

### Tóm tắt chiến công
U-563 đã đánh chìm ba tàu buôn với tổng tải trọng 14.689 GRT cùng một tàu chiến tải trọng 1.870 tấn, đồng thời gây hư hại cho hai tàu buôn với tổng tải trọng 16.266 GRT:
| Ngày              | Tên tàu       | Quốc tịch              | Tải trọng | Số phận      |
| ----------------- | ------------- | ---------------------- | --------- | ------------ |
| 24 tháng 10, 1941 | HMS Cossack   | Hải quân Hoàng gia Anh | 1.870     | Bị đánh chìm |
| 18 tháng 12, 1942 | Bretwalda     | United Kingdom         | 4.906     | Bị đánh chìm |
| 5 tháng 4, 1943   | Sunoil        | United States          | 9.005     | Bị hư hại    |
| 12 tháng 4, 1943  | Fresno City   | United Kingdom         | 7.261     | Bị hư hại    |
| 12 tháng 4, 1943  | Pacific Grove | United Kingdom         | 7.117     | Bị đánh chìm |
| 12 tháng 4, 1943  | Ulysses       | Netherlands            | 2.666     | Bị đánh chìm |